# 麥士維 (警務處處長)
麥士維，CMG（英語：Arthur Crawford Maxwell，1909年5月25日—1964年5月11日），已故前香港警務處處長。
第二次世界大戰前，麥士維在馬來亞殖民地警察隊服務，至1947年獲晉升為砂拉越警察总监，至1949年調往香港，被委任為警務處副處長，於於1953年獲委任為警務處處長至1959年退休。
| 政府职务      | 政府职务                      | 政府职务    |
| ------------- | ----------------------------- | ----------- |
| 前任： 麥景陶 | 香港警務處處長 1953年至1959年 | 繼任： 伊輔 |

## 荣誉
- 英国
  -  圣米迦勒及圣乔治同袍勋章 (CMG)